# Барановский, Алексей Тимофеевич
Алексе́й Тимофе́евич Барано́вский (род. 25 января 2005) — российский футболист, полузащитник клуба «Оренбург».

## Биография
Воспитанник Академии ФК «Зенит». 
В чемпионате России дебютировал 20 мая 2023 года в гостевом матче против  «Оренбурга» (2:2).
21 июня 2024 года подписал контракт с «Оренбургом».

## Достижения
«Зенит»
- Чемпион России: 2022/23